# مطار لوغانو
مطار لوغانو (بالإيطالية: Aeroporto di Lugano-Agno)‏ هو مطار داخلي يخدم مدينة لوغانو في جنوب سويسرا ولا يبعد المطار عن المدينة سوى 4 كيلومترات وهو يقع بالقرب من قرية أغنو ولذلك يطلق عليها عادة اسم مطار لوغانو-أغنو.

## شركات الطيران والوجهات
تقدم شركة الطيران التالية رحلات موسمية من وإلى مطار لوغانو:
| شركـات طيـران | الوجهات           |
| ------------- | ----------------- |
| Silver Air    | موسمي: Elba       |
| Twin Jet      | موسمي عارض: Olbia |